# Aeroportul Old Ganzhou Huangjin
Aeroportul Old Ganzhou Huangjin (IATA: KOW, ICAO: ZSGZ) este un aeroport din Zhanggong District⁠(d), Ganzhou⁠(d), Jiangxi, Republica Populară Chineză ce deservește zona Ganzhou⁠(d). A fost numit după zona deservită.
aeroportul dispune de o singură pistă.